# Адитмари
Адитмари (бенг. আদিতমারি, англ. Aditmari) — город на севере Бангладеш, административный центр одноимённого подокруга. Площадь города равна 15,98 км². По данным переписи 2001 года, в городе проживало 15 742 человека, из которых мужчины составляли 51,3 %, женщины — соответственно 48,7 %. Плотность населения равнялась 985 чел. на 1 км². Уровень грамотности населения составлял 20,1 % (при среднем по Бангладеш показателе 43,1 %).